# 日本生命浜松町クレアタワー
日本生命浜松町クレアタワー（にほんせいめいはままつちょうクレアタワー、英語: Nippon Life Hamamatsucho Crea Tower）は、東京都港区浜松町にある超高層ビル。

## 概要
世界貿易センタービルディングの建て替えを含む浜松町駅西口周辺開発計画のB街区である。かつて国際興業が所有しており、長期間に亘って駐車場として利用されていた土地を2014年1月に日本生命保険と大林組が取得し、その土地に建設された。
地下3階から地上4階までは商業施設、5階と6階はカンファレンス施設「浜松町コンベンションホール&Hybridスタジオ」、7階と8階は機械室、9階から28階はオフィスフロアとなっている。

## 主なテナント・入居企業

### 商業施設
- デイリーヤマザキ
- ミネ薬局・ミネドラッグ
- 三井住友銀行浜松町支店
- タリーズコーヒー
- Hibiya-Kadan Style

### オフィスフロア
- 日本生命保険
- 資生堂ジャパン
- アイリスオーヤマ東京本部
- シノケングループ東京本社
- 朝日放送グループホールディングス東京オフィス
  - 朝日放送テレビ東京オフィス
  - 朝日放送ラジオ東京支社
  - スカイA東京支社
  - ABCフロンティア
  - エー・ビー・シー開発東京支社
- オリックス不動産事業本部・グループ各社
  - オリックス不動産
- 東京ガスデジタルイノベーション戦略部・グループ各社
  - 東京ガスiネット